# Vazallus
A vazallus vagy hűbéres kifejezés szűkebb, illetve eredeti értelmében a feudalizmus hűbéri hierarchiájában elfoglalt státuszra utal. A vazallus felett van még legalább egy hűbérúr. A fogalom a történettudományban általános értelművé vált, a hierarchikus társadalmi berendezkedésekben alárendelt helyet elfoglaló személyek, államok vagy területek megnevezésére.
A vazallus állam általában olyan államalakulat, mely egy másik államnak van alárendelve. A vazallus ez esetben inkább az állam feje, mint maga az állam. A vazallus államot elsősorban haderő rendelkezésre bocsátására kötelezték a felette álló állam számára, illetve olykor hadisarc és/vagy adó megfizetésére kényszerítették. A kifejezést inkább a legújabb kort megelőző kontextusban használják, jelenkori megfelelője a bábállam.